# Queen of the Universe
Queen of the Universe è stato un programma televisivo britannico di genere talent show, in onda sulla piattaforma streaming Paramount+ dal 2021 al 2023. A partire dal 2022 il programma viene trasmesso in Italia sul canale televisivo MTV. Il 22 giugno 2023, Paramount+ ha annunciato che la serie è stata cancellata dopo due stagioni e che sarebbe stata rimossa dalla piattaforma il successivo 30 giugno.
Il programma è stato uno spin-off del programma statunitense RuPaul's Drag Race. A differenza nella versione originale, le concorrenti dovevano mostrare le loro doti d'intrattenitrici cimentandosi in varie sfide canore. Ogni settimana le loro performance venivano valutate da i quattro giudici fissi dello show provenienti sia dal panorama musicale sia dal panorama drag: Michelle Visage, Leona Lewis, Mel B, Vanessa Williams e Trixie Mattel. Al termine dell'episodio una concorrente veniva eliminata; l'ultima che rimaneva veniva incoronata Queen of the Universe e riceveva una serie di premi.

## Giudici
| Giudice          | Edizioni   | Edizioni   |
| Giudice          | 1          | 2          |
| ---------------- | ---------- | ---------- |
| Graham Norton    | Conduttore | Conduttore |
| Michelle Visage  | Fisso      | Fisso      |
| Leona Lewis      | Fisso      |            |
| Vanessa Williams | Fisso      | Fisso      |
| Trixie Mattel    | Fisso      | Fisso      |
| Mel B            |            | Fisso      |

- Graham Norton (edizione 1-in corso), comico e presentatore televisivo irlandese, giudice fisso di RuPaul's Drag Race UK, copre il ruolo di presentatore dello show.[3]
- Michelle Visage (edizione 1-in corso), conduttrice radiofonica e cantante statunitense, giudice fisso di RuPaul's Drag Race, RuPaul's Drag Race UK e RuPaul's Drag Race Down Under.[4]
- Vanessa Williams (edizione 1-in corso), cantante e attrice statunitense, vincitrice della 57ª edizione di Miss America, ha successivamente debuttato come cantante pubblicando l'album The Right Stuff che ha ricevuto tre candidature ai Grammy Awards.[4]
- Trixie Mattel (edizione 1-in corso), drag queen e cantautrice statunitense, nota per aver partecipato alla settima edizione di RuPaul's Drag Race e per aver vinto la terza edizione di RuPaul's Drag Race All Stars.[4]
- Mel B (edizione 2-in corso), cantante e attrice britannica, dopo aver esordito come parte del gruppo musicale Spice Girls, ha successivamente avviato la sua carriera solista pubblicando l'album Hot, oltre ad esordire in vari ruoli televisivi a partire dagli anni duemila. Entra nel cast del programma a partire dalla seconda edizione.[5]

### Ex giudici
- Leona Lewis (edizione 1), cantautrice e attrice britannica, vincitrice della terza edizione di The X Factor UK e di numerosi premi, tra cui due MTV Europe Music Awards, un Billboard Music Award e tre World Music Award.[4]

## Premi
Anche in questa versione del programma, il vincitore riceve dei premi. I premi in palio per la prima edizione sono:
- 250000 $
- Il titolo di Queen of the Universe
- Una corona e uno scettro di Fierce Drag Jewels

## Edizioni
| Stagione | Concorrenti | Episodi | Prima TV USA | Prima TV Italia | Vincitrice  |
| -------- | ----------- | ------- | ------------ | --------------- | ----------- |
| 1ª       | 14          | 6       | 2021         | 2022            | Grag Queen  |
| 2ª       | 10          | 8       | 2023         | 2023            | Taiga Brava |

### Prima edizione
La prima edizione di Queen of the Universe va in onda negli Stati Uniti a partire dal 2 dicembre 2021 sulla piattaforma streaming Paramount+. Il cast venne annunciato il 10 novembre 2021. Quattordici drag queen, provenienti da diverse parti del mondo, si sfidano per incoronate la prima Queen of the Universe. In Italia lo show è stato trasmesso sulla sul canale MTV a partire dal 30 maggio 2022.
Grag Queen, vincitrice dell'edizione, ha guadagnato come premio 250 000 dollari, una corona e uno scettro di Fierce Drag Jewels.

### Seconda edizione
Il 15 febbraio 2022 è stato annunciato che il programma è stato rinnovato per una seconda edizione. A partire da questa edizione Mel B, ex membro delle Spice Girls, entra a far parte dei giudici del programma, prendendo il posto di Leona Lewis, che lascia il programma per seguire altri progetti musicali. Dieci drag queen, provenienti da diverse parti del mondo, si sfidano per incoronate la prossima Queen of the Universe.
Taiga Brava, vincitrice dell'edizione, ha guadagnato come premio 250 000 dollari, una corona e uno scettro di Fierce Drag Jewels.

## Concorrenti
Le concorrenti che prendono parte al programma nella prima edizione sono (in ordine di eliminazione):
| Edizioni | Vincitore(i) | Finalista(i)  | 3°               | 4°             | 5°      | 6°           | 7°                    | 8°                    | 9°            | 10° – 14°                                                 | 10° – 14°                                                 |
| -------- | ------------ | ------------- | ---------------- | -------------- | ------- | ------------ | --------------------- | --------------------- | ------------- | --------------------------------------------------------- | --------------------------------------------------------- |
| 1ª       | Grag Queen   | Ada Vox       | Aria B Cassadine | La Voix        | La Voix | Leona Winter | Gingzilla Regina Voce | Gingzilla Regina Voce | Matante Alex  | Betty Bitschlap Chy'enne Valentino Jujubee Novaczar Woowu | Betty Bitschlap Chy'enne Valentino Jujubee Novaczar Woowu |
| 1ª       | Grag Queen   | Ada Vox       | Aria B Cassadine | Rani Ko-He-Nur |         | Leona Winter | Gingzilla Regina Voce | Gingzilla Regina Voce | Matante Alex  | Betty Bitschlap Chy'enne Valentino Jujubee Novaczar Woowu | Betty Bitschlap Chy'enne Valentino Jujubee Novaczar Woowu |
| 2ª       | Taiga Brava  | Trevor Ashley | Aura Eternal     | Jazell Royale  | Maxie   | Viola        | Militia Scunt         | Love Masisi           | Miss Sistrata | Chloe V                                                   |                                                           |

Legenda:
     La concorrente è stata eliminata precedentemente dalla competizione, è tornata e ha continuato nella competizione.
     La concorrente si è ritirata dalla competizione.